# Kelloggella
A Kelloggella a csontos halak (Osteichthyes) főosztályának a sugarasúszójú halak (Actinopterygii) osztályába, ezen belül a sügéralakúak (Perciformes) rendjébe, a gébfélék (Gobiidae) családjába és a Gobiinae alcsaládjába tartozó nem.

## Rendszerezés
A nembe az alábbi 5 faj tartozik:
- Kelloggella cardinalis Jordan & Seale, 1906
- Kelloggella disalvoi Randall, 2009
- Kelloggella oligolepis (Jenkins, 1903) - típusfaj
- Kelloggella tricuspidata (Herre, 1935)
- Kelloggella quindecimfasciata (Fowler, 1946)